# Jan Alston
Jan Alston (* 14. April 1969 in Granby, Québec) ist ein ehemaliger kanadisch-schweizerischer Eishockeyspieler und jetziger -trainer sowie -funktionär. Alston ist Manager des HC Davos.
Er erhielt 2002 die Schweizer Staatsbürgerschaft, nachdem er eine Schweizerin geheiratet hatte. Alstons Vater Matt war Baseballspieler bei Minor-League-Teams der St. Louis Cardinals.

## Spielerkarriere
Der 1,79 m große Center begann seine Karriere bei den Saint-Jean Castors und den Saint-Jean Lynx in der kanadischen Juniorenliga QMJHL, bevor er nach Italien wechselte, wo er zuerst beim HC Eppan, später beim WSV Sterzing, EV Bruneck und HC Varese spielte.
Zur Saison 1994/95 wechselte der Rechtsschütze in die Nationalliga A zum EHC Biel, weitere Stationen in der Schweiz waren zunächst der HC Davos und der HC La Chaux-de-Fonds. wechselte er in die Deutsche Eishockey Liga zu den Berlin Capitals, die er nach einer Saison in Richtung Adler Mannheim verließ.
Mit den Adlern wurde Alston 1999 und 2001 Deutscher Meister. Außerdem wurde er 1999 mit 33 Toren bester Torschütze der Hauptrunde sowie 2000 DEL-Topscorer mit 74 Punkten in 55 Saisonspielen und erhielt die Auszeichnung als DEL-Spieler des Jahres. Nach seiner letzten Meistersaison in Mannheim wechselte er zurück in die Nationalliga A, zu den ZSC Lions. Dort war er mit einem Jahresgehalt von 550.000 Schweizer Franken bestbezahlter Spieler der Liga, nachdem er in Italien zunächst lediglich 12.000 US-Dollar für die Spielzeit 1991/92 erhalten hatte.
Mit den Zürchern wurde er in der Saison 2001/02 und Saison 2004/05 Vizemeister, und in der Saison 2007/08 gewann er, auch dank seiner guten Leistungen in den Playoffs, den Meistertitel. 2009 errang Alston mit den Lions zudem den Titel in der Champions Hockey League.
In der Saison 2010/11 spielte Alston für den Lausanne HC in der National League B. Parallel war er Assistenztrainer der Mannschaft.
Alston galt als schneller Spieler, der flexibel einsetzbar war (Center und Flügel). Der Allrounder war ebenfalls ein wichtiger Akteur im Unterzahlspiel der ZSC Lions; negativ hervorgehoben wurde seine Eigensinnigkeit.

## Rekord
In den DEL-Playoffs 2001 stellte Alston einen bis heute gültigen Rekord auf (Stand Ende der Saison 2023/24). In der Halbfinalserie gegen Hannover erreichte er in nur drei Spielen 13 Scorerpunkte. 18 Jahre später kam Jaedon Descheneau ebenfalls auf 13 Scorerpunkte, benötigte hierfür aber sieben Spiele in der Viertelfinalserie.

## Nach der aktiven Karriere
Ab 2011 war er Sportdirektor beim Lausanne HC. Ende Februar 2020 wurde er aus sportlichen Gründen entlassen. Am 1. Mai 2021 trat er seinen Dienst als General Manager und Sportdirektor des HC Davos an.

## Erfolge und Auszeichnungen
- 1999 Teilnahme am DEL All-Star Game
- Bester Torschütze der DEL-Saison 1998/99
- 2000 Teilnahme am DEL All-Star Game
- Top-Scorer der DEL-Saison 1999/2000
- DEL-Spieler des Jahres 2000
- All-Star Team DEL-Saison 2000/01
- Champions-Hockey-League-Sieger 2008/09
- Victoria-Cup-Sieger 2009
- Deutscher Meister mit Adler Mannheim 1999, 2001
- Schweizer Meister mit den ZSC Lions 2008

## Karrierestatistik
(Legende zur Spielerstatistik: Sp oder GP = absolvierte Spiele; T oder G = erzielte Tore; V oder A = erzielte Assists; Pkt oder Pts = erzielte Scorerpunkte; SM oder PIM = erhaltene Strafminuten; +/− = Plus/Minus-Bilanz; PP = erzielte Überzahltore; SH = erzielte Unterzahltore; GW = erzielte Siegtore; 1 Play-downs/Relegation; Kursiv: Statistik nicht vollständig)